# Alsek Ranges
Die Alsek Ranges sind der südöstlichste Gebirgszug der Eliaskette. Sie erstrecken sich vom Panhandle von Alaska (USA) im Süden über British Columbia bis in das kanadische Territorium Yukon im Norden.

## Lage
Der Alsek River grenzt das Gebirge im Nordwesten zur eigentlichen Eliaskette ab.  Melbern- und Grand-Pacific-Gletscher trennen die Alsek Ranges von der südwestlich gelegenen Fairweather Range. Im Süden reicht das Gebirge bis zur Icy Strait. Entlang der Trennlinie zu den östlich gelegenen Boundary Ranges verlaufen die Flusstäler von unterem Chilkat River, Kelsall River und oberem Tatshenshini River. Die Seen Dezadeash Lake und Kathleen Lake liegen ebenfalls auf dieser Trennlinie. Der Haines Highway verläuft über weite Strecken entlang dieser Grenze. Bei Haines Junction bildet der Dezadeash River die Nordgrenze des Gebirgszugs.
Der in British Columbia gelegene Teil des Gebirges liegt vollständig im Tatshenshini-Alsek Provincial Park. Der Großteil des Bereichs in Alaska zwischen Lynn Canal und Glacier Bay ist Teil des Glacier-Bay-Nationalparks. Das nördliche Ende im Yukon liegt teilweise im Kluane-Nationalpark. 
Der nördlich der Glacier Bay gelegene Bereich mit den Takhinsha Mountains ist stark vergletschert. Im äußersten Südosten erstreckt sich die Chilkat Range. Der höchste Berg der Alsek Ranges ist der Buckwell Peak mit einer Höhe von 2721 m.

## Berge (Auswahl)
- Buckwell Peak (2721 m)
- Alsek Peak (2720 m)
- Basement Peak (2706 m)
- Mount Bigger (2579 m)
- Detour Peak (2550 m)
- Mount Martha Black (2512 m)
- Mount Barnard (2491 m)

## Gletscher (Auswahl)
- Carroll-Gletscher
- Casement-Gletscher
- Davidson-Gletscher
- Jarvis-Gletscher
- McBride-Gletscher
- Muir-Gletscher
- Riggs-Gletscher
- Tsirku-Gletscher